# Coleophora uniformis
Coleophora uniformis é uma espécie de mariposa do gênero Coleophora pertencente à família Coleophoridae.